# ダスティン・ローデス
ダスティン・ローデス（Dustin Rhodes、本名：Dustin Patrick Runnels、1969年4月11日 - ）は、アメリカ合衆国の男性プロレスラー。テキサス州オースティン出身。AEW所属。
ゴールダスト（Goldust）、ダスティ・ローデス・ジュニア（Dusty Rhodes Jr.）、ブラック・レイン（Black Reign）などのリングネームで知られる。ゴールダストとしてのギミック上の設定では「カリフォルニア州ハリウッド出身」ということになっている。
父は元NWA世界ヘビー級王者の"アメリカン・ドリーム" ダスティ・ローデス。コーディ・ローデスは異母弟。かつてWWEでディーヴァとして活躍したテリー・ラネルズと結婚していたが現在は離婚している。

## 来歴
往年の名レスラー、ダスティ・ローデスの息子として生まれる。学生時代はレスリングやアメリカンフットボールに打ち込み、高校卒業後の1988年にダスティン・ローデスのリングネームでデビュー。父の主戦場だったNWAフロリダ地区で活動し、1989年3月には全日本プロレスに初来日している。1990年の末より短期間WWF（現：WWE）に参戦。当時、ダスティ・ローデスもWWFに在籍しており、1991年1月19日のロイヤルランブルではテッド・デビアス&バージルを相手に初の親子タッグが実現した。
1991年2月よりダスティと共にWCWに移籍。ザ・ナチュラル（The Natural）をニックネームに父同様のベビーフェイスとして売り出され、同年11月19日にはリッキー・スティムボートと組んでアーン・アンダーソン&ラリー・ズビスコからWCW世界タッグ王座を奪取。1992年9月21日にもバリー・ウインダムとのコンビでテリー・ゴディ&スティーブ・ウィリアムスを破り同王座を獲得している（この間、1992年1月4日の新日本プロレスの東京ドーム大会に来日。ダスティとの親子タッグでマサ斎藤&キム・ドクに勝利した）。シングルでは1993年1月11日、アトランタで行われたトーナメントの決勝でスティムボートを下し、USヘビー級王座を獲得。以降は同王座を巡りリック・ルードと抗争を展開した。
1995年9月にWWFに移籍。WCW時代の南部人キャラクターとは対照的に、金色のコスチュームとペイントで身を包んだ性倒錯ギミックのヒール、ゴールダストに変身する。マレーナ（当時の妻テリー・ラネルズ）をマネージャーに従え、レイザー・ラモン、サビオ・ベガ、ロディ・パイパー、アーメッド・ジョンソンらと抗争。1996年1月21日にはラモンからインターコンチネンタル王座を奪取した。
1998年1月からはルナ・バションを新しいマネージャーに、プリンスにインスパイアされたジ・アーティスト・フォーマリー・ノウン・アズ・ゴールダスト（The Artist Formerly Known As Goldust）を名乗り出し、より変態的なキャラクターとなってベイダーやマーク・メロと抗争。その後、性同一性障害者団体からのクレームにより、一時期は本名のダスティン・ラネルズ名義で説教者ギミックに転身するも、1998年10月よりゴールダストとしてカムバック。欠場中にマレーナを寝取ったバル・ビーナスとの抗争を開始する。1999年3月29日にはロード・ドッグを破りインターコンチネンタル王座に返り咲き、以降もアル・スノーやザ・ゴッドファーザーを抗争相手にミッドカード戦線で活躍した。
1999年下期よりWCWに復帰し、セブン（Seven）なる怪奇派ギミックを経て素顔のダスティン・ローデスに戻る。しかし2001年にWCWがWWFに吸収合併され消滅。以後、父ダスティが旗揚げしたTCW（Turnbuckle Championship Wrestling）を経て、2002年1月20日のロイヤルランブルでゴールダストとしてWWFに再登場した。性倒錯から男色キャラへとギミックが修正され、コスプレやブッカー・Tとのストーリーで人気を博す。2003年にエボリューションの襲撃を受け、電気のブレーカーに叩きつけられた際に感電したとして、以降トゥレット症候群のような症状が出る設定になったが、次第に人気が下降し同年12月に解雇された。
その後、ZERO-ONEやハッスルにダスティ・ローデス・ジュニアとして参戦した後、ダスティン・ローデスとしてTNAに登場するが2005年に女性への暴行罪で逮捕されたことが原因で解雇される。同年、タブー・チューズデイでWWEにゴールダストとしてスポット参戦。翌2006年に再契約し、RAWに復帰するも6月に解雇となった。
2007年2月17日、ゴールド・ダスティン（Gold Dustin）のリングネームで全日本プロレスに参戦。同年7月には再びTNAに登場し、8月12日に行われたPPV大会ハードジャスティスでは、全身黒一色のブラック・レイン（Black Reign）に変身した。

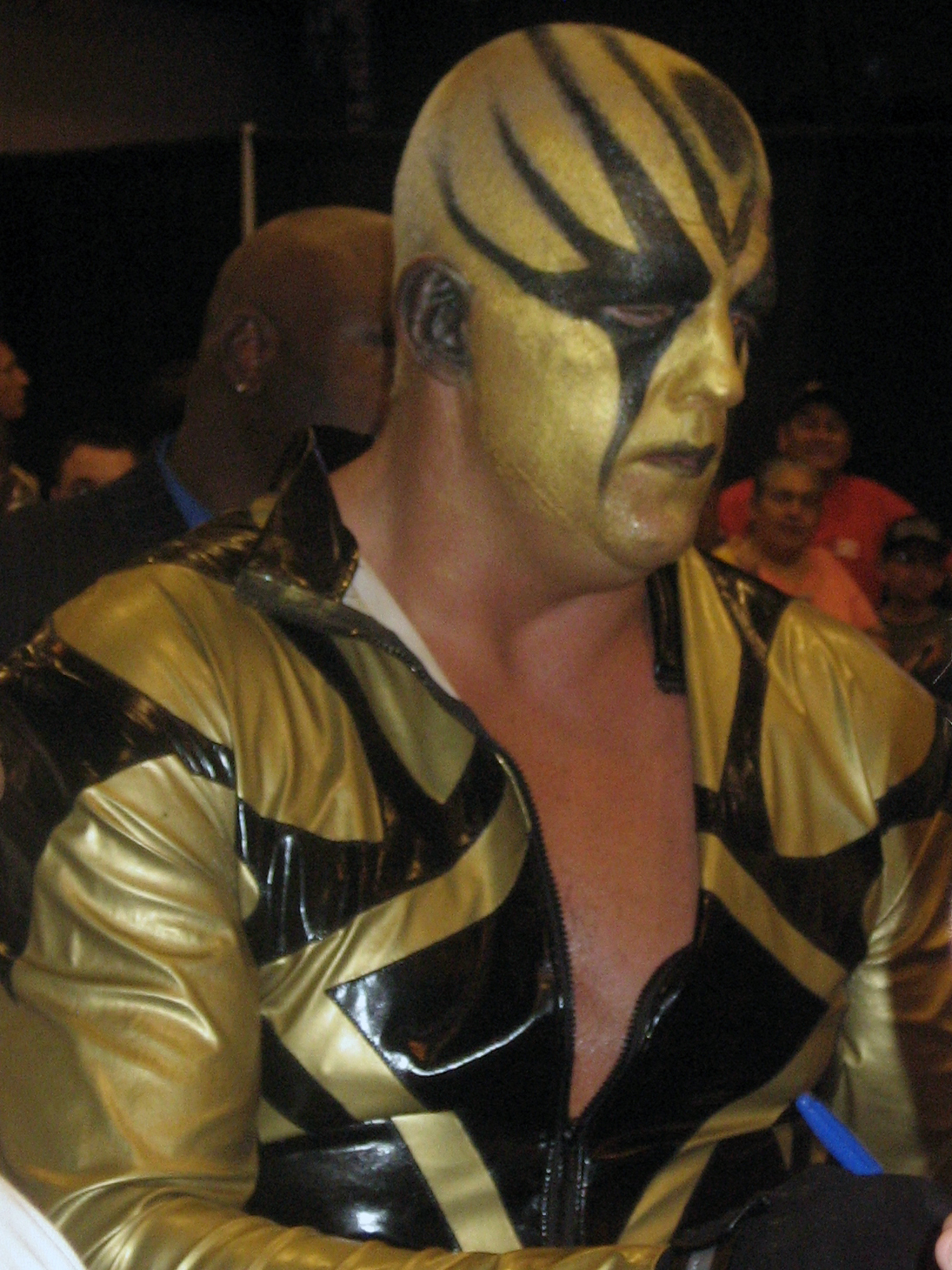
ゴールダスト（2010年）

2008年10月26日、WWEサイバー・サンデーにゴールダストとしてサンティーノ・マレラの対戦候補で出場。そのままWWEと再契約し、主にRAWのコメディリリーフを務める。その後2009年の追加ドラフトでRAWに移籍してきたホーンスワグルと共に活動していたが、6月のトレードでECWへ移籍し、新人のシェイマスとの抗争やヨシ・タツとのコンビで活動。番組終了後は2010年3月3日よりスマックダウンに移籍するもほとんどTV出演することなく、4月末の追加ドラフトによりRAWへ移籍した。

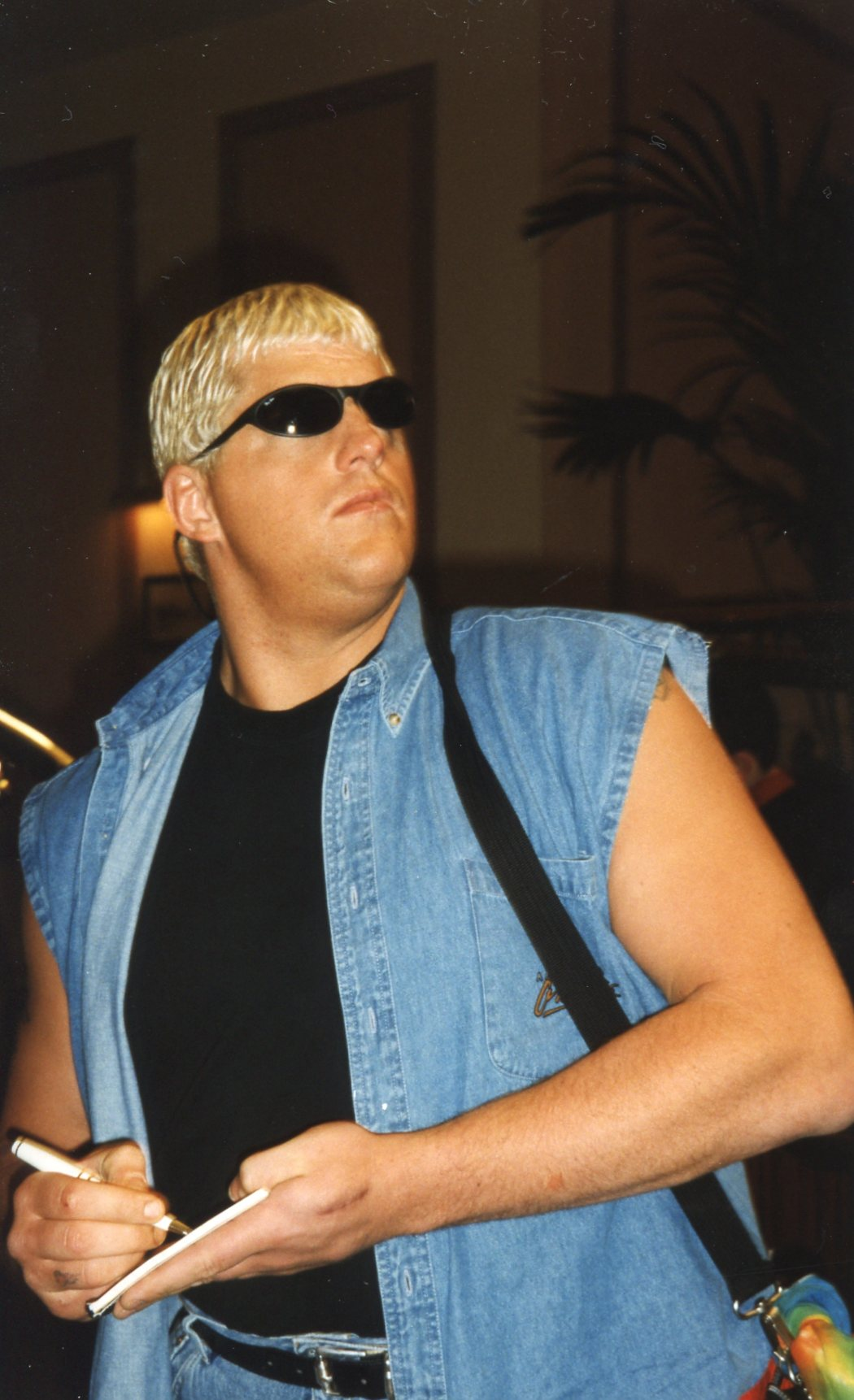
素顔のダスティン・ローデス

NXTシーズン3ではアクサナを指導するプロとして登場。当初は師弟関係であったが次第にゴールダストが恋愛対象としてアクサナを見るようになり、彼女もそれを応えるようになった。10月のRAWではテッド・デビアス・ジュニアからミリオンダラー・ベルトを強奪。これがきっかけでアクサナと共に、デビアス・ジュニア&マリースとの抗争を開始する。10月19日のNXTにおいて国外退去の危機にあるアクサナを救うためにプロボーズをし、11月2日にリング上で結婚式を挙行、父のダスティ・ローデス、異母弟のコーディ・ローデスも出席した。デビアス・ジュニアとマリースが式を邪魔しに来るが、神父にテッド・デビアス・シニアが登場。順調に式が進むも、誓いのキスを行おうとした瞬間、アクサナがゴールダストに平手打ちを放ち、破局となった。破局後もミリオンダラー・ベルトはアクサナが持っていたが11月15日、"Old School edition" と銘打って行われたスペシャル版のRAWでゴールダストに取り返される。その後ゴールダストは正統な持ち主であるデビアス・シニア（ミリオンダラー・マン）に返還し、抗争は終了した。
12月に肩を負傷し長期欠場となり、その間はバックステージ・プロダクターとして番組を支えていた。2012年に盟友ブッカー・Tと異母弟コーディ・ローデスの抗争に際して、素顔のダスティン・ローデスとしてスマックダウンに登場、ブッカーを擁護し、コーディに警告を投げかけた。

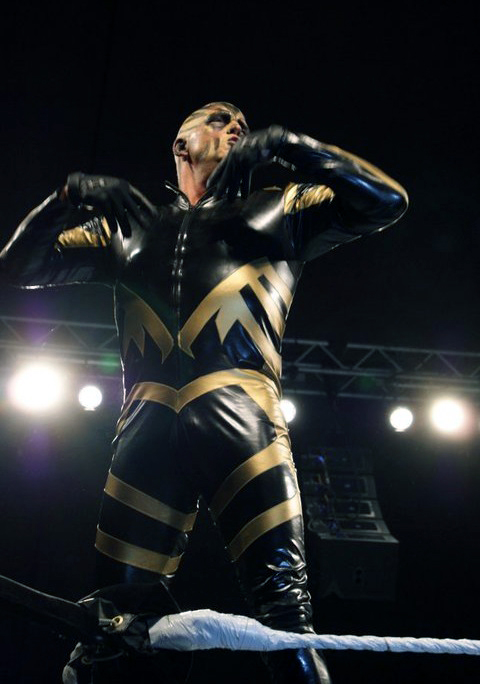
ゴールダスト（2011年）

2012年4月27日に行われたスマックダウンでのヨシ・タツ&エゼキエル・ジャクソン対プライムタイム・プレイヤーズ（ダレン・ヤング&タイタス・オニール）戦において、プライムタイム・プレイヤーズがヨシ・タツに放った合体技が危険であったという理由で、その試合の責任者だったダスティンはロード・エージェントを解任された。
2013年1月27日、ロイヤルランブルに出場。弟のコーディ・ローデスと長く戦った末、途中敗退。同年9月、コーディがCOOであるトリプルHのやり方に異を唱えた末に解雇され（アングル上）、翌週にコーディの復帰をかけてランディ・オートンとの試合を行うが敗退。さらには翌週、父ダスティがステファニー・マクマホンの策略によりビッグ・ショーにKOパンチを浴びせられてしまう。その後もトリプルHらとの抗争を続け、10月6日に行われたバトルグラウンドにてコーディとタッグを組み、シールド（ロマン・レインズ&セス・ロリンズ）との「勝利すれば兄弟共に団体復帰」「敗北すれば今後一切WWEに関われない」とのコントラタッグ戦を行い勝利、兄弟での団体復帰が決定した。10月14日のRAWで反体制派となったビッグ・ショーの助けも有り、シールドを撃破。コーディと共にタッグ王座を獲得。以降、ウーソズ、リアル・アメリカンズ、ワイアット・ファミリーなどを相手に防衛を続けるも、ロイヤルランブル2014のプレショーにおいてニュー・エイジ・アウトローズに敗れ、王座から陥落した。
その後もウーソズやワイアット・ファミリー、ライバクセル（ライバック&カーティス・アクセル）とのタッグ戦線での不調が続き、ついに6月のペイバックにて、弟にタッグ解消を公言された。コーディは新パートナーを探すと言い、数名の新パートナーを経た後、6月16日のRAWにて、ゴールダストのコスチュームなどの外見を模倣したスターダストを名乗り新パートナーとなり、ゴール&スターダスト（日本語字幕ではダスト兄弟や宇宙兄弟とも）等と呼ばれている。長らく、弟と共に不思議なやり取りを続けるスキットを展開し、サマースラム2014明けの、8月18日のRAWにおいてタッグ王者ウーソズに勝利。翌週はタッグ王座戦にこぎつけたものの、リングアウト勝ちにより王座を奪えなかった不満から弟共々ヒールターンを果たす。9月のナイト・オブ・チャンピオンズで王座を奪取したが、11月のサバイバー・シリーズにて王座陥落。その後、膝の鎮痛剤乱用と酒に溺れ、父ダスティの財布から薬と酒代をくすねる等私生活の乱れから不調が続き弟と抗争、敗北後負傷により戦線を退くこととなった。ある日、妻のテリーにドメスティック・バイオレンスを働いてしまった事に正気を取り戻しWWEのリハビリセンターに駆け込み回復プログラムに取り組み克服した。弟コーディは「過去最強の敵（酒、薬物への誘惑）に打ち勝った兄を誇りに思う。」と述べている。
2019年4月21日、自身のツイッターアカウントでWWEを退団したことを表明した。8月2日、AEW入団を発表した。

## 備考
- 首の後ろに漢字で「心」と「魂」と書かれたタトゥーが入っている[9]。
- これまでのキャリアでレッスルマニアでは一度も勝利したことがない。

## 入場曲
- Gold-Lust
- The Natural

## 得意技

### フィニッシュ・ホールド
ファイナルレコニング
旋回式ブレーンバスター
WWE時代は、ファイナル・カットの技名で使用。AEW所属時は、ファイナルレコニングで使用。
ゴールデンクロス
ローリングカッター
リバースDDTの体勢から体を180゜錐揉み回転した勢いでマットに叩きつける。
ブラックアウト
TNA参戦時は、ブラックレイン時代に使用したフィニッシャー。ペディグリー
カーテン・コール
リフティング・リバースDDT
相手をリバースDDTの体勢で垂直に持ち上げて自ら前方に倒れ込むように相手の後頭部から背中をマット叩きつける。
ボディスラムで相手を抱え上げ、相手を仰向け状態で両足をマットに着地させ、相手と背中合わせになるように相手の首にダメージを与える。2種類のバージョンが有る。

### 投げ技
カナディアン・デストロイヤー
前屈み状態の相手に向かって自らセカンドロープから飛び上がり反動を利用して決める型を得意としており、その他カウンター決める型で使用する事もある。
ランニング・ブルドッグ
パワースラム
フラット・ライナー
スパイン・バスター

### 打撃技
チョップ・スマッシュ
バック・ハンド・チョップ
シャッタード・ドリーム
急所蹴り
バイオニック・エルボー
エルボー・スタンプとエルボー・ドロップの総称。
相手の顔面に右ジャブを数発放った後、両腕を糸巻のようにくるくる回転させて、そこから右肘を相手の脳天に垂直に打ちつける。
アッパー
相手の腹部にトーキックで蹴り上げから相手が前屈みの状態になっている時に自ら仰向けに倒れて下からのアッパーカットで相手の顎に叩き込む技。又は自ら両膝で着地してから相手の顎にアッパーカットを叩き込むバージョンも使用。2種類を使用。

## タイトル歴
CWF / FCW
- NWA（FCW）フロリダ・ヘビー級王座 : 1回
- NWA（FCW）フロリダ・タッグ王座 : 1回（w / マイク・グラハム）

WCW
- WCW USヘビー級王座 : 2回
- WCW世界タッグ王座 : 2回（w / リッキー・スティムボート、バリー・ウインダム）
- WCW世界6人タッグ王座 : 1回（w / ビッグ・ジョッシュ&トム・ジンク）

WWF / WWE
- WWF IC王座 : 3回
- WWFハードコア王座 : 9回
- WWE世界タッグ王座 : 1回（w / ブッカー・T）
- WWEタッグ王座 : 2回（w / コーディ・ローデス ／ スターダスト）

AEW
- AEW・TNT王座 : 1回（第27代）

ROH
- ROH世界タッグ王座 : 1回（第69代）（w / サミー・ゲバラ）
- ROH世界6人タッグ王座 : 1回（第18代）（w / ロス・フォン・エリック&マーシャル・フォン・エリック）

インディー
- ACWヘビー級王座 : 1回
- CCWヘビー級王座 : 1回
- TCWヘビー級王座 : 1回